# 村上 (マヂカルラブリー)
村上（むらかみ、1984年〈昭和59年〉10月15日 - ）は、日本のお笑いタレント。お笑いコンビ・マヂカルラブリーのツッコミ担当。相方は野田クリスタル。吉本興業東京所属。本名は鈴木 崇裕（すずき たかひろ）。NSC東京校12期と同期扱い。

## 来歴
法政大学文学部卒業。
愛知県新城市（旧南設楽郡鳳来町）出身。父親は愛知県庁の元職員。親が公務員であることは相方の野田との共通点である。実家は山を複数所有している。両親は村上が芸人になることには反対はしていなかったが、お金に困って犯罪に手を出してほしくないという思いで毎月10万円程の仕送りを2018年まで続けていた。
17歳頃は痩せており、そのときは男前でモテていたらしく、他校の女子に告白されたこともある。子供の頃に習慣としてこどもちゃれんじをしていたため、特に勉強を頑張ることなく法政大学に合格する。上京後、18歳から高円寺の家賃38,000円のアパートに住んでおり、M-1優勝後も「引っ越しはしない」としていたが、その後新中野の家賃26万円のマンションに引っ越した。
法政大学お笑いサークルHOS（5期）に所属。HOS時代はお笑いコンビ「シーン」およびトリオ「コバヤシーン」を組んで活動しており、トリオで『M-1グランプリ2004』に挑戦し、大学お笑いサークルの全国大会にて2005年、2006年に連覇を果たした。トリオ時代はボケ・ネタ作り担当だった。
2007年2月、大学卒業を機にプロの芸人を目指そうとしていた村上が、ピン芸人として活動していた野田の才能に惚れ込み、彼を誘いマヂカルラブリーを結成する。結成後暫くしてから吉本に所属となった。東京NSC12期生と同期扱いだが、野田に引っ張られて東京NSC8期生と同期扱いされることもある。
2020年末に行われた『M-1グランプリ2020』で16代目王者に輝いた。優勝賞金のうち200万円で腕時計を購入している。大学生時代から欲しかった物らしく、「この時計が欲しくて芸人になったようなもの」と年明けのオールナイトニッポンで発言している。
M-1優勝後に『日テレ系お笑いの祭典 NETA FES JAPAN』のリハーサルで左足に怪我をした。怪我自体は全治2週間程で、歩行や日常生活は制限がかけられることはなかった。なお、この怪我により本来コンビで出演予定だった『戦闘中』の出演を村上のみ見合わせている。
2022年7月、『M-1グランプリ』優勝後から交際していた30代前半の一般女性と近日中に結婚するというニュースが報じられ、その後、レギュラー番組である『マヂカルラブリーのオールナイトニッポン0』（ニッポン放送、2022年7月8日放送分）にて、ニコニコ動画で『踊ってみた』動画を投稿していた踊り手であるいとくとらとの結婚を正式に発表した。

## 人物

### 趣味・嗜好
- 音楽全般に精通している。自身の人生が大きく左右されるような日（M-1の予選や準決勝の会場へ向かう時など）にはeastern youthの「夜明けの歌」を好んで聴く[23]。
- 喫煙者である。禁煙を考えたことはなく「死ぬまで吸う」と宣言しており、人類最後の喫煙者になってもやめないと語っている[24]。『お笑いアカデミー賞2021』の「最優秀福男芸人賞」では、最後まで喫煙所にいた人が失格というルールにより喫煙所に閉じ込められた[25]。

### 特技
- 法政大学文学部出身で、中学国語の教員免許を持っている[26]。
- クイズ全般を得意としている[27]。

### 性格
- 大学時代から後輩のネタにアドバイスを送り、場の空気を大切にする温厚な性格[28]。『M-1グランプリ2020』ではコメントを求められても自我を出さず黒子に徹した[28]。その一方で、キャバクラ・ギャンブルを好み、酒豪かつ喫煙家である[29]。また高円寺で呑んでいる時、別で来た後輩の会計を勝手に済ますなど兄貴肌でもある[30]。コロナ禍までは夜中の3時頃まで後輩達と呑んでいることも多かった。

### ファッション
- 漫才衣装はピンクのカーディガンである。眼鏡を外したら渡辺徹に似ているとも言われ、実際にコントで用いたこともある。

### 交友関係
- 大（グランジ）や初恋タローにかわいがられている[31]。グランジの大については、「お金の使い方、後輩への接し方など、自分にお笑い芸人とはこういうものだと体現して教えてくれた」として尊敬している[32]。
- バナナマンに憧れを抱いており、主に外見を絶賛している[33]。日村については、トートバッグを持ち、サングラスをかけて劇場に入ってくる姿を「めちゃくちゃカッコイイ」と言い、日村が企画で買ったテレビと同じ物を村上も買っていた[33]。また、設楽が持っているのと同じ、定価が600万円近い高級時計（IWC）をM-1優勝後に購入した[33][34]。
- パチスロライターの沖ヒカルを敬愛しており「その業界の中では本田圭佑に並ぶ知名度」「パチスロ界のダウンタウン」と発言するなど、絶賛している[35]。また、村上が度々見せる「裏V」や「腕時計の文字盤を内側につける」などの拘りは全て沖の影響を受けているためである[35]。
- 村上ガールズという村上を慕う10名程の女性友達のグループが存在する。かつて村上がバーテンダーとして働いていた際に客として来店した女性と仲良くなったことが始まりであり、そこから人数が増えていった[36]。村上によると「肉体関係は一切なく、ずっと友達の関係」で、結婚・出産しているメンバーもいる[35]。M-1優勝後には村上を祝福するLINEが全員から来た。

### 芸名について
- 大学お笑い時代の芸名「鈴木ぶっかけ」のままマヂカルラブリーでも活動していたが、ある日野田から「顔が斉藤みたい」という理由で「斉藤そっくりさん」に改名させられる[12]。後に「斉藤」に改名したが、本人はこの芸名に納得していなかったため、漫画『東京大学物語』の主人公の村上が好きだからという理由で「村上」に改名した[37]。
- 2009年10月30日のAGE AGE LIVEにて正式な芸名は村上飛車角抜きで斉藤と明かしている。しかし本人曰く名乗ったところで滑るため公表していないらしい。
- R-1ぐらんぷりでは「パンツでか男」または「みんなの村ちゃん」名義で出場していた[38]。

## 出演

### テレビ
レギュラー番組
- パズドラ（テレビ東京、2021年4月4日 - ） - バラエティパートのみ。
- 浜ちゃんが!（読売テレビ）- 進行として不定期出演。

特番
- その恋に正解ってありますか?（テレビ朝日、2021年9月25日） - MC[39][40]
- ここにタイトルを入力（フジテレビ、2022年4月11日） - MC[41]
- ハードフルワールド（CBCテレビ、2023年2月13日・2月27日）- MC
- 川島明の辞書で呑む（テレビ東京、2024年1月2日 - ）
- マヂラブ村上vs大学生令和の”学生お笑い“とは?（NHK総合、2024年6月25日）- MC[42]
- マヂカルラブリー村上の本気でカルチャーをラブしてリスペクトする会（BSよしもと、2025年3月30日）- MC[43]

### インターネット配信
- 隣の恋は青く見える2（ABEMA、2021年9月25日 - 11月13日） - MC[44]
- 隣の恋は青く見える3（ABEMA、2022年3月26日 - ） - MC[45]

### ドラマ
- だが、情熱はある 第8話、第9話（日本テレビ、2023年5月28日、6月4日）M-1グランプリ2008 敗者復活戦リポーター役

### 映画
- 劇場版 ほんとうにあった怖い話 事故物件芸人4（2022年）[46]

### 吹き替え
- インサイド・ヘッド2（2024年） - ハズカシ 役[47]